# Intrada
Intrada (von  italienisch entrata, deutsch ‚Eintreten‘, englisch entry, spanisch entrada, französisch Entrée), auch Intrade oder Entrata (älter auch Intrata) bezeichnet in der Musik ein (meist kurzes) instrumentales Eröffnungsstück.

## Geschichte
Intraden kamen im 16. Jahrhundert auf und wurden im 17. Jahrhundert weiterentwickelt. Sie dienten ursprünglich zur Eröffnung von Festlichkeiten, insbesondere zur Begleitung des Ein- oder Aufzugs hochgestellter Persönlichkeiten. Der Prototyp dieser Gattung, der auch mit Bezeichnungen wie Aufzug oder Signal tituliert wurde, wurde meist von Trompeten (auch als Tusch) gespielt und war durch einfache Motivik, geradtaktigen marschartigen Rhythmus und häufige Tonwiederholungen gekennzeichnet.
Daneben bildeten sich weitere Typen der Intrada aus:
- ein geradtaktiger pavanenartiger Typus in langsamem Tempo mit mehr polyphoner Satztechnik, etwa als Entrée de Luths[2] im Lautenwerk des französischen Komponisten Robert Ballard oder als Eröffnungsstück Entrée von Suiten[3] auch anonymer Komponisten.
- ein ungeradtaktiger bewegter Tanztypus, der sich z. B. im Ballett als Entrée des Pas de deux wiederfindet oder um 1700 als Instrumentalstück L’Entrée[4] bei Graf Tallard (Camille de Tallard[5]).
- ein durch volksliedartige Melodik und homophonen Satz geprägter Liedtypus

Der Eröffnungscharakter rückt die Intrada in die Nähe von Introduktion, Ouvertüre und Praeludium, doch tritt im Gegensatz zu diesen Bezeichnungen der Name Intrada bereits Ende des 17. Jahrhunderts zurück.
Im 20. Jahrhundert wurde die Bezeichnung Intrada vereinzelt wieder aufgegriffen (z. B. von Joseph Ahrens, Carl Orff, Ernst Pepping und Albert Jenny).
Das Gegenstück in der barocken Suite ist die Retirada.

## Musikbeispiele
Im Nürnberger Lautenbuch von 1600 findet sich unter anderem eine Intrada ad Festum: Maij. Beethovens Serenade für Flöte, Violine und Viola in D-Dur op. 25 beginnt mit einer Entrata. Ebenso das Parallelwerk, die Serenade für Flöte und Klavier D-Dur op. 41. Albert Jenny schrieb 1964 eine Intrada für Orgel und Streichorchester.